# Уильямс, Берта Плезант
Берта Плезант Уильямс (англ. Bertha Pleasant Williams; 1923—2008) — первая афроамериканка профессиональный библиотекарь в Монтгомери, штат Алабама, США.
В 1948 году изолированному городу требовался дипломированный библиотекарь в качестве предварительного условия для открытия библиотеки для афроамериканских жителей города. Уильямс, недавно окончившая университет Атланты, заняла эту должность, основала Библиотеку на Юнион-стрит и большую часть жизни проработала в библиотеках.

## Жизнь и карьера
Уильямс родился 29 июня 1923 года в Монтгомери, штат Алабама. Она была одной из семи детей Мэри Грин Плезант и Рубена П. Плезант. Уильямс получила степень бакалавра библиотечного дела в Университете штата Алабама в 1943 году и степень магистра библиотечного дела в Университете Атланты в 1946 году. Вскоре после её окончания городские власти обратились к Уильямс с предложением открыть библиотеку, и она согласилась на эту должность. Уильямс открыла филиал городской библиотеки в двух комнатах дома на 409 S. Union Street. Уильямс провела большую часть своей профессиональной жизни в библиотечной системе Монтгомери и проработала в библиотечной сфере более пятьдесят лет.
Уильямс умерла 24 ноября 2008 года.
Уильямс также проработала в библиотеке государственного университета Алабамы четырнадцать лет и семь из них была главой коллекции редких книг и архивов.
Уильямс познакомилась с Робертом Х. Уильямсом в Государственном университете Алабамы, и они поженились в 1950 году. У них родился сын Ричард Уильямс.

## Почести
В 2012 году городской совет Монтгомери проголосовал за переименование филиала библиотеки Розы Паркс в библиотеку Берты Плезант-Уильямс в филиале Роза Паркс-авеню.
Филиал открылся в 1960 году и стал второй библиотекой в системе, обслуживающей афроамериканцев. Когда филиал открылся, Уильямс стала главным библиотекарем и проработала там девять лет.

## Примечание
1. ↑  Montgomery Advertiser, The Montgomery Advertiser (англ.) — Montgomery: 1829. — ISSN 0892-4457
2. 1 2  Litchfield, Robyn Bradley (29 февраля 2000). Montgomery Woman Formed City's First Library for Blacks. Montgomery Advertiser.
3. 1 2  Rosa Parks Branch Library / Bertha Pleasant Williams. The Historical Marker Database (20 января 2014). Дата обращения: 22 ноября 2019. Архивировано 17 сентября 2015 года.